# Aeonian Sorrow
Aeonian Sorrow ist eine 2015 gegründete Gothic-Metal- und Funeral-Doom-Band.

## Geschichte
Aeonian Sorrow wurde von der griechischen Luna-Obscura-Sängerin und -Keyboarderin und Künstlerin Gogo Melone 2015 initiiert. Melone, die als Cover-Künstlerin und Sängerin vernetzt war, zog den Schlagzeuger Saku Moilanen von Red Moon Architect, den Sänger Alejandro Lotero von Exgenesis, den Gitarrist Taneli Jämsä von Ghost Voyage und den Bassisten Pyry Hanski von Before the Dawn hinzu. Später variierten die Mitmusiker, derweil Melone ein positives Verhältnis und Achtung vor der künstlerischen Qualität zu den gegenwärtigen und ehemaligen Musikern der Gruppe betonte. Der Entstehungsprozess des Debüt-Albums war von einem hohen Aufwand virtueller Kommunikation geprägt, der gerade im Bezug auf die Abmischung als „anstrengender Teil“ empfunden wurde.
Nach der Veröffentlichung des Debüts variierte Melone die Besetzung der Band und arbeitete mit den Red-Moon-Architect-Musikern Ville Rutanen und Jukka Jauhiainen sowie mit dem Schlagzeuger Daniel Neagoe von Shape of Despair, Clouds, Eye of Solitude eine Bühnenentität aus mit der Aeonian Sorrow im April 2019 eine Europatournee, gemeinsam mit Swallow the Sun und Oceans of Slumber, bestritt. Zum 2023 veröffentlichten Album Katara wurde Neagoe durch Achilleas Papagrigoriou ausgetauscht.

## Ökonomische Autonomie
Melone verweigert eine fest Label-Partnerschaft. Sie verwies auf eine bewusste Entscheidung gegen eine dauerhafte Kooperation mit einem Label. Dabei stünden künstlerische Autonomie und ökonomische Freiheit als gewichtige Faktoren gegen eine Label-Partnerschaft, obwohl ihr regelmäßig Angebote gemacht würden. Durch die Eigenständigkeit könne sie jedoch Missverständnisse vorbeugen. Zugleich verwies sie auf „ein tolles Team“, dass der Band zur Seite stünde und bei allen Schritten unterstütze. Lediglich die Zusammenarbeit mit einer Booking-Agentur sah Melone als potentiell notwendig.

## Werk und Wirkung
Im Oktober 2017 erschien  mit Forever Misery die erste Single der Band als Download im Selbstverlag. Das Album Into The Eternity A Moment We Are folgte im April 2018 als CD und Musikdownload im Selbstverlag und als LP über The Vinyl Division. Im Jahr 2019 wurde die EP A Life Without aufgenommen, die im Februar 2020 als Download und CD im Selbstverlag erschien.

### Inhalt
Aeonian Sorrow ist konzeptionell auf eine depressive und hoffnungslose Stimmung hin ausgerichtet. Der von Melone gewählte Bandname übertrug bewusst das griechische Wort „Aionios“
für Ewigkeit als „Aeonian“. Die Kombination der Begriffe sollte neben direkten Bezeichnung als „Ewige Trauer“ auch den kulturellen Brückenschlag zu Melones griechischer Herkunft repräsentieren sowie einen gnostischen Verweis bieten, den Melone allerdings nicht weiter ausführte. Weiter orientiert sich die Gruppe lyrisch und musikalisch an den Themen Depression, Hoffnungslosigkeit und Trauer. Das Album Into the Eternity a Moment We Are verfolgt lyrisch ein entsprechendes Konzept. Das Album ist aus der Perspektive von Menschen die einsam und leidend in einer Welt leben, in welcher alles und jeder verstorben oder gegangen ist, aber dennoch nicht vergessen werden kann, verfasst.

### Stil
Der von Aeonian Sorrow präsentierte Stil greift auf Elemente des Melodic Death Doom und Gothic Metal zurück. Dabei „überführt“ die Band diesen laut Doom-Metal.com über die Reduzierung des Tempos in den Funeral Doom. Zum einordnenden Vergleich wird auf Red Moon Architect, Swallow the Sun, Draconian, Shape of Despair, My Dying Bride, frühe Tristania und besonders The Slow Death und Clouds verwiesen.

„Sängerin Gogo Melone und Front-Growler Ville Rutanen tragen jeweils gekonnt ihren Teil zur genretypischen Beauty-And-The-Beast-Ästhetik bei, Gitarre und Bass klingen schön kräftig und trübsinnig und auch die schleppenden Drums fügen sich stimmig in den abgerundeten Gesamtsound ein.“

Die Musik kombiniert melodische Facetten wie das als „tragisch klingend“ beschriebene Keyboardspiel, einen ausgeprägten Einsatz der Leadgitarre und Melones prägnant als intensiv, ätherisch und düster wahrgenommenen Gesang mit schwereren Elementen wie dem Death-Metal-Growling und schweren Riffing und dem, für den Funeral Doom typisch langsamen Schlagzeugspiel.

### Rezeption
Die Veröffentlichungen von Aeonian Sorrow wurden international positiv aufgenommen. Insbesondere das Debütalbum erhielt, trotz der Weigerung mit einem größeren Label zu kooperieren eine umfangreiche Resonanz.
Into the Eternity a Moment We Are wurde unter anderem von italienischen, niederländischen und amerikanischen Webzines hoch bewertet. Cody Davis präsentierte das Album in seiner für Metal Injection verfassten Kolumne Funeral Doom Friday. Dabei lobte er besonders die Gesangspaarung und die tief depressive Atmosphäre der Musik. Stefano Cavnanna lobte hingegen für In Your Eyes: Metalears das Songwriting und die Fähigkeit der Band ihre Stücke zu wahrnehmbaren Höhepunkten zu führen. Es sei „eine großartige Verkörperung eines melodischen Funeral Doom“ hieß es für Dark Underground Metal. Für Terra Relicta schrieb Oliver Into the Eternity a Moment We Are sei „ein Juwel“ und als solches „eines der besten Doom-Metal-Alben […] die 2018 veröffentlicht wurden.“ Fraser Wilson schrieb für Distorted Sounds Magazine, dass aufgrund der Qualität des Albums und aufgrund der beteiligten Musiker, der Erfolg der Band in der Szene absehbar sei. Unter anderem schrieben Rezensenten, dass dies Album eine „katharsische Erfahrung“ und eine „monumentale Veröffentlichung“ sei.
A Life Without wurde unter anderem über No Clean Singing vorgestellt und dort bereits lobend al „intensiv“ und „herzzerreißend“ und besprochen. Andrei Dan hob die Konsensfähigkeit der Veröffentlichung für The Metal Observer hervor. Die EP könne „nicht nur eine Freude für Fans des Genres [sein], sondern auch ein potenzieller Einstieg in das Genre, für diejenigen, die sich nicht so leicht darauf einlassen“ konnten.Für Doom-Metal.com besprach Mike Liassides A Life Without und lobte es als „kleinen Juwel“, der jedoch dem harten Kern des Genres womöglich zu offen im Stil sein könnte. In einer für Keep on Rocking verfassten hieß es hingegen, dass Aeonian Sorrow den Klang eines Melodic Death Doom und Funeral Doom „perfekt“ präsentieren.